# الباي محمد المجاجي
الباي محمد المجاجي يعد من البايات الذين حكموا بايلك الغرب وداما حكمه 9 سنوات إلا أن سيرته تكون مجهولة تماما وكان حكمه بعد الباي قايد الذهب المسراتي 